# یواس‌اس دبلیو ال مسیک (اس‌پی-۳۲۲)
یواس‌اس دبلیو ال مسیک (اس‌پی-۳۲۲) (به انگلیسی: USS W. L. Messick (SP-322)) یک کشتی بود که طول آن ۱۴۵ فوت ۰ اینچ (۴۴٫۲۰ متر) بود. این کشتی در سال ۱۹۱۱ ساخته شد.